# Большой Москворецкий мост
Большо́й Москворе́цкий мост — один из мостов через Москву-реку. Соединяет Васильевский Спуск, улицу Варварку с улицей Большой Ордынкой. Продолжение моста — Малый Москворецкий мост через Водоотводный канал. Длина с подходами — 554 м, ширина — 40 м, высота над уровнем реки — 14 м. Трёхпролётный, монолитно-железобетонный.

## История
Построен на месте одной из старейших переправ в городе. С 1498 года существовал наплавной мост на пути от Тверской дороги к Серпуховской. В 1789 году построен деревянный свайный мост. В 1829 году возведены каменные быки трёх деревянных пролётов по 28 м. Новый Москворецкий мост, заложенный 15 июля 1830 года и оконченный в 1833 году, был возведен с применением деревянных конструкций по проекту инженера П. Я де Витта. В 1870 году мост сгорел, в 1872 году установлены металлические пролёты конструкции инженера А. Е. Струве, изготовленные на его Коломенском заводе. Название дано по Москворецкой улице.
В соответствии с принятым в 1935 году Генеральным планом реконструкции Москвы Москворецкую излучину Москвы-реки должны были пересечь пять новых мостов — Крымский, Большой Каменный, Большой Москворецкий, Большой Устьинский и Большой Краснохолмский. Хотя все мосты сохраняли исторические названия, осевые направляющие их полотен корректировались с тем расчётом, чтобы прокладываемые от них улицы веерообразно сходились к центру на Добрынинской площади; для пропуска волжских судов высота всех мостов поднималась над водой до 14 метров. Согласно Генплану Большой Москворецкий мост занимал центральное место среди возводимых мостов — выходящая на него Большая Ордынка должна была стать головным участком южного луча Север—Юг, улицу планировали спрямить и увеличить её ширину до 60 метров.
Для реализации задуманной реконструкции была снесена часть застройки Москворецкой улицы, застройка части Острова перед Малым Москворецким мостом, служившим продолжением трассировки нового южного луча, и здания в начале Большой Ордынки. При этом сохранили Чугунный мост, стоявший по линии старого Москворецкого моста и прежде соединявший его трассу с Пятницкой улицей.
Большой Москворецкий мост построен в 1936—1938 годах (архитекторы А. В. Щусев, П. М. Сардарян, инженер В. С. Кириллов)).

## Происшествия
На этом мосту 28 мая 1987 года на лёгком одномоторном самолёте приземлился западногерманский спортсмен-пилот Матиас Руст.
27 февраля 2015 года на Большом Москворецком мосту был застрелен политик Борис Немцов. В связи с этим соратник Немцова, сопредседатель «РПР-Парнас» Михаил Касьянов, предложил дать мосту новое название — Немцов мост, которое получило определённое распространение, но не было поддержано властями. На месте гибели Немцова поддерживается народный мемориал с неофициальным названием «Немцов мост».

## Реконструкция 2018—2019
В 2018—2019 годах была в два этапа проведена реконструкция моста. Были усилены фундаменты основных опор, заменены конструкции основного пролёта моста, переустроена теплосеть. Пока одна половина моста была закрыта на ремонт, другая оставалась открытой для движения пешеходов и транспорта. Реконструкция длилась 13 месяцев и завершилась 16 декабря 2019 года.

## Галерея
- А. Васнецов. «Наплавной мост через Москву-реку при Иване III»
- Вид на  деревянный свайный Москворецкий мост. Гравюра 1825г.
- Вид обновлённого Москворецкого моста. Рисунок конца 1840-х гг.
- Вид на Кремль и Москворецкий мост. Фото около 1866 г.
- Обновлённый Москворецкий мост с металлическими пролётами, фотохром 1896 года.
- К. Коровин. «Москворецкий мост», 1914
- Москворецкий мост незадолго до очередной замены, 1932-1933гг.
- Современный Большой Москворецкий мост, 2018
- Пространство под южной частью моста после благоустройства, 2021
- Почтовая марка СССР 1939 год. Серия «Реконструкция Москвы».
- Почтовая марка СССР 1947 год. Серия «800-летие Москвы».